# Being as an Ocean
Being as an Ocean — американская мелодик-хардкор группа, сформированная в 2011 году. В настоящее время выкупила свой контракт с лейблом Equal Vision и работает независимо. Первый полноценный альбом Dear G-d… записан в Сан-Диего, Калифорния в 2012 году, заняв 27 строчку в хит-параде Billboard Top Heatseekers.

## История
Группа была основана в 2011 году в Калифорнии. В её состав входили вокалист Джоэл Куартуччио, два гитариста — Тайлер Росс и Джейкоб Прест, басист Ральф Рик и барабанщик Шэд Хамаве.
23 октября 2012 года вышел дебютный альбом Dear G-d… в сотрудничестве с лейблом InVogue Records.
В марте 2013 года группа провела свой первый тур по Европе совместно с группой Napoleon. Концерты состоялись в Германии, Швеции, Великобритании, Польше, Австрии, Словакии, Италии, Франции, Бельгии и Швейцарии. В августе группа отправилась в Австралию и играла на разогреве у группы Sierra. В сентябре провела второй европейский тур, а также открывала концерты групп The Elijah и Capsize. Большинство концертов проводилось на территории Германии и Великобритании. В октябре 2013 года играла на разогреве у группы Senses Fail совместно с Expire и For the Fallen Dreams во время тура в США.
В планах группы очередной европейский тур, который состоится в феврале 2014 года.

## Участники
Текущий состав
- Джоэл Картуччио — вокал (2011 — настоящее время)
- Майкл МакГот — вокал, бас-гитара (2021 — настоящее время), вокал, гитара (2013 — 2021)

Бывшие участники
- Джейкоб Прест — гитара (2011—2013)
- Шэд Хамаве — ударные (2011—2013)
- Ральф Сика — бас-гитара (2011 — 2021)
- Тайлер Росс — гитара (2011 — 2021)
- Коннор Денис — ударные (2013 — 2021)

## Дискография
Студийные альбомы
| Год  | Название                      | Лейбл           | Позиция в чарте | Позиция в чарте | Позиция в чарте | Позиция в чарте |
| Год  | Название                      | Лейбл           | US 200          | US Indie        | US Hard Rock    | US Heat         |
| ---- | ----------------------------- | --------------- | --------------- | --------------- | --------------- | --------------- |
| 2012 | Dear G-d...                   | InVogue Records | -               | 115             | -               | 27              |
| 2014 | How We Both Wondrously Perish | InVogue Records | -               | -               | -               | -               |
| 2015 | Being as an Ocean             | InVogue Records | -               | -               | -               | -               |
| 2017 | Waiting for Morning to Come   | InVogue Records | -               | -               | -               | -               |
| 2019 | PROXY: An A.N.I.M.O. Story    | InVogue Records | -               | -               | -               | -               |

Синглы
- Dear G-d (Self-Released, 2012)
- The Hardest Part Is Forgetting Those You Swore You Would Never Forget (InVogue Records, 2012)
- The People Who Share My Name (InVogue Records, 2013)
- Little Richie (InVogue Records, 2015)
- Dissolve (2017)
- OK (2017)
- Play Pretend (2019)
- Find Our Way (2019)
- Catch The Wind (2021)

## Видеография
- «Dear G-d» (2012)
- «The Hardest Part Is Forgetting Those You Swore You Would Never Forget» (2012)
- «Salute e Vita» (2013)
- «Nothing, Save the Power They’re Given» (2013)
- «Mediocre Shakespeare» (2014)
- «Little Richie» (2015)
- «Death's Black Great Wing...» (2015)
- «This Loneliness Won’t Be The Death Of Me» (2017)
- «Dissolve» (2017)
- «OK» (2018)
- «Play Pretend» (2019)
- «Find Our Way» (2019)
- «Catch The Wind» (2021)